# San Lucas pintando el retrato de la Virgen (El Greco)
San Lucas pintando el retrato de la Virgen es el tema de un icono, generalmente atribuido a Doménikos Theotokópoulos —conocido como el Greco— siendo una obra primeriza, muy probablemente realizada en su Creta natal.

## Introducción
Según una tradición piadosa —carente de fundamentos razonables— San Lucas es considerado el santo patrón de los pintores. Debido a ello, existen en la iconografía del arte cristiano diversas versiones pictóricas sobre el tema de San Lucas retratando a la Virgen.

## Análisis de la obra

#### Datos técnicos y registrales
- Pintura al temple y pan de oro sobre tabla;

- 42 x 33 cm, según Gudiol; (41,5 x 33,2, según Marías);[2]
- Pintado antes de1567;[3] (1563-1566 ca., según Marías);
- Museo Benaki, Atenas;
- Catalogado por Gudiol con el número 1[4] y por Wethey con la referencia X-400.
- Firmado debajo de la mesa, con letras mayúsculas griegas: ΧΕΙΡ ΔΟΜΗΝΙΚΟΥ (mano de Doménikos)[5]

#### Descripción de la obra
La autoría del Greco no está unánimemente reconocida por todos los historiadores del arte. Wethey atribuye este icono a otro pintor, un "maestro Doménikos", posiblemente también autor de otras obras atribuidas al Greco y firmadas ΧΕΙΡ ΔΟΜΗΝΙΚΟΥ, Esta firma se descubrió después de una limpieza en 1959. La firma con la palabra ΧΕΙΡ, seguida del nombre del pintor en genitivo, era corriente entre los artistas cretenses y véneto-bizantinos de la época, pero aquí aparece en dos líneas —con la sílaba ΚΟΥ debajo— particularidad que en el corpus del Greco solamente se repite en el Tríptico de Módena.
Es interesante la inusual representación de un ángel semidesnudo —o una figura de la Fama o de la Victoria— coronando de laurel a san Lucas, y portando una filacteria con la inscripción  —actualmente bastante borrada— [ΘΕΪ]AΝ ΕΙΚΟ[Ν]Α ΥΨΩΣΕ (a imagen divina elevado).

## Procedencia
- La procedencia originaria se desconoce;
- Colección de Demetrios Sicilianos (1875-1974) que dio a conocer  este icono en 1959;
- Legado por D. Sicilianos al Museo Benaki en 1956.[9]